# Crassula pruinosa
Crassula pruinosa är en fetbladsväxtart som beskrevs av Carl von Linné. Crassula pruinosa ingår i släktet krassulor, och familjen fetbladsväxter. Inga underarter finns listade i Catalogue of Life.

## Bildgalleri

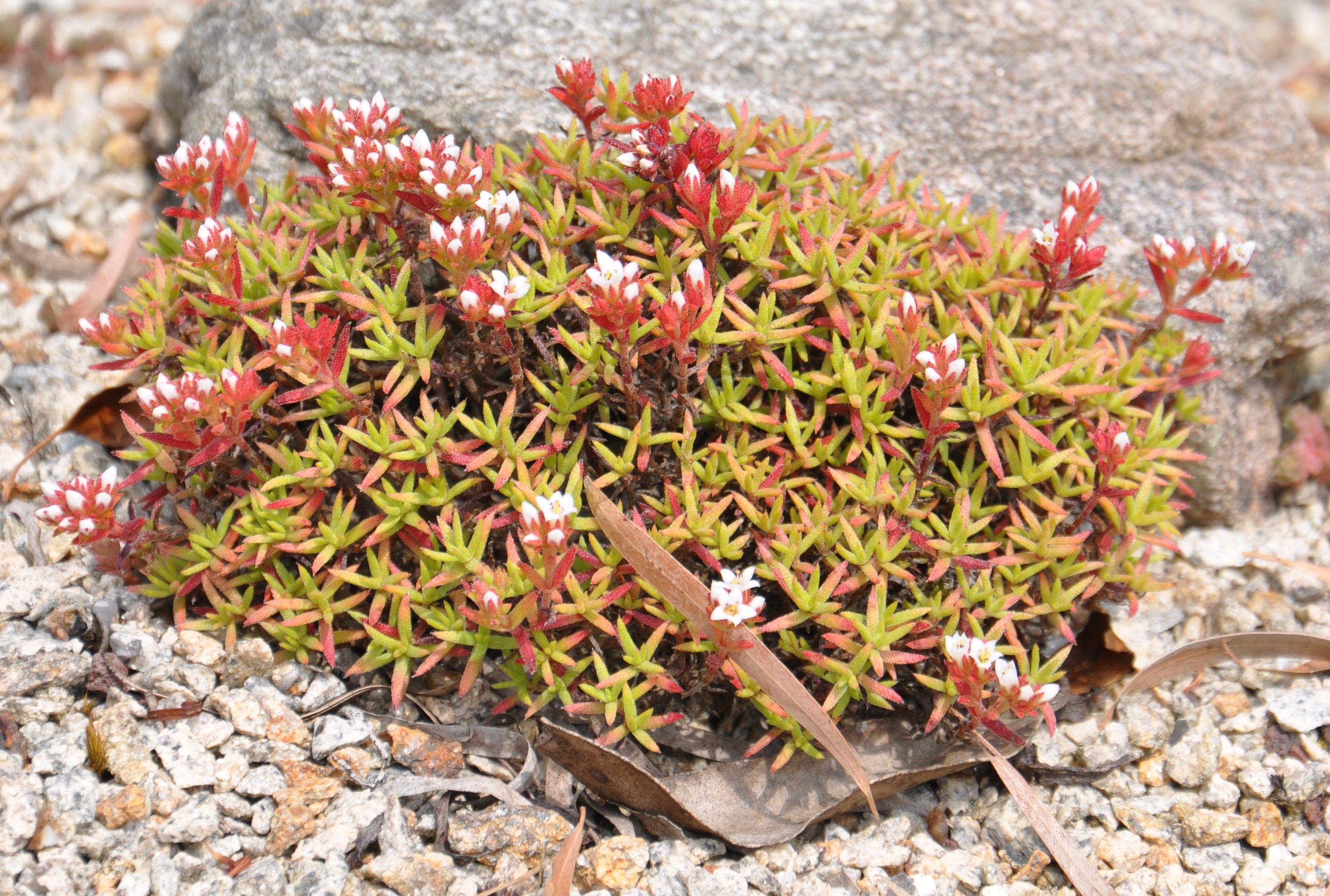